# Tadeusz Galanc
Tadeusz Galanc (ur. 1939 r.) – polski ekonomista. Absolwent Uniwersytetu Wrocławskiego. Od 1996 profesor na Wydziale Informatyki i Zarządzania Politechniki Wrocławskiej i dziekan Wydziału Informatyki i Zarządzania (1999-2005).